# Gair Glacier
Gair Glacier är en glaciär i Antarktis. Den ligger i Östantarktis. Nya Zeeland gör anspråk på området. Gair Glacier ligger 703 meter över havet.
Terrängen runt Gair Glacier är bergig åt sydväst, men åt nordost är den kuperad.  Trakten är obefolkad. Det finns inga samhällen i närheten.